# Riksvägar i Sverige
Riksväg kallas i Sverige de vägar som har vägnummer från 1 till och med 99. Riksvägarna håller ofta en relativt hög standard och passerar ibland genom flera län. Riksvägarna med låga nummer ligger i söder och de med höga ligger i norr. År 1961 lades det svenska riksvägssystemet om. Vissa tidigare riksvägar blev europavägar. Kvarvarande riksvägar, ofta med nya sträckningar, skyltades från 1962 om med vita nummer mot blå botten.

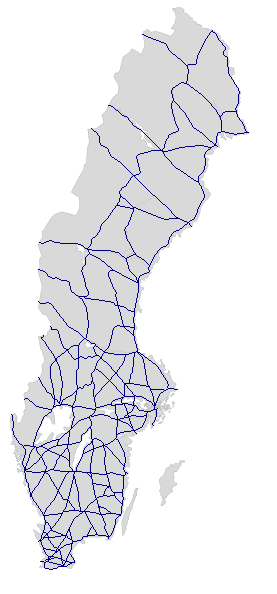
Sveriges riksvägsnät 2009, Europavägarna inkluderade.

Riksvägarna täcker hela Sverige. De plogas med prioritet under vintern. Riksvägarna tillhör gruppen allmänna vägar, vilket innebär att man inte behöver tillstånd för att trafikera dem. Ägare är staten. Riksvägar skyltas med vita tecken på blå botten med vit bård.
Från 2012 (med ändrad Väglag och den nya Vägförordningen 2012:707) har den formella skillnaden mellan riksväg och länsväg i lagar och förordningar försvunnit. De är nu bara namn. Trafikverket bestämmer vägnummer och vilka vägar som är riksvägar. Regeringen bestämmer över budget och prioriteringar.
En europaväg räknas också som en riksväg med samma nummer som europavägen, men bara europavägsnumret skyltas.
Det finns även vägar som planerings- och budgetmässigt räknas som riksvägar men som inte skyltas med något nummer, ibland kallade grenvägar. De kallas internt ett riks- eller europavägsnummer och en punkt med två siffror efter. Till exempel E4.05 eller E6.20. Detta till skillnad mot sekundära länsvägar som inte heller har skyltade nummer. Trots att riksvägarnas "grenvägar" alltså hör till riksvägsvägnätet kan samma nummer finnas i mer än ett län. Det gäller bland annat 31.02 och 51.01. Emellertid tycks man försöka undvika dubbletter, vilket visar sig som luckor i numreringen inom många län, till exempel mellan spannet E4.03 - E4.09 och E4.21 i Östergötlands län.

## Standard
Utformningen varierar när det gäller riksvägar. En riksväg kan vara allt från en motorväg till en smal vägbana med tvära kurvor och mötande trafik. Standarden beror mycket på när vägen byggdes och de regler och principer som gällde då. Det finns inga krav på att förbättra befintliga vägar som inte uppfyller nybyggnadskraven och det finns många riksvägar som inte uppfyller minimireglerna för glest trafikerade riksvägar. De förbättras efter hand i en långsam takt. 
Vid nybyggen och stora ombyggnader beror vägstandarden på hur hårt trafikerad vägen är. En nybyggd riksväg ska alltid vara minst åtta meter bred och belagd (asfalterad). Vid uppklassning från länsväg till riksväg krävs det att vägen är sex meter bred och belagd. Denna lägre standard är vanlig i Norrland. Ett argument för att behålla de smalare vägarna är att de inte anses försämra trafiksäkerheten särskilt mycket. Trafikanterna kör långsammare då vägen upplevs som farligare, vilket jämnar ut trafiksäkerheten även om det försämrar framkomligheten.

## Nummersystem och historia
Nuvarande system infördes 1962, men har ändrats för åtskilliga riksvägar sedan dess. Innan dess, under tiden 1945-1962 användes ett system med riksvägar 1-14, och länsvägar 30-400.
Systemet som infördes 1962 hade följande uppbyggnad: 
- Vissa riksvägar var europavägar, och hade ett E före och följde europavägskonventionen. I Sverige fanns E3, E4, E6, E18 och E75. Senare tillkom E14, E66 och E79. Dessa europavägsnummer ändrades 1992. Se europavägar.
- Övriga riksvägar gavs nummer ungefär enligt följande: 
  - 10-20, Skåne upp till Helsingborg-Kristianstad.
  - 21-39, Södra Götaland, upp till Varberg-Jönköping-Norrköping.
  - 40-59, Norra Götaland, och Södermanland upp till Mälardalen.
  - 60-80, Svealand, från Mälaren till en linje Mora-Gävle
  - 81-99, Norrland

Inom varje del numrerades vägarna med lägst nummer i väster och i söder. Systemet har frångåtts delvis i samband med förändringar och sammanslagningar av vägar till nya riksvägar. Riksväg 15 går exempelvis norr om Helsingborg-Kristianstad. Förändringar som skett sedan 1962 parat med att ingen riksväg får dela vägnummer med europaväg har föranlett sådana förändringar. 
1985 genomfördes en del förändringar, då till exempel riksväg 28, 47, 53 och 68 samt E66 infördes eller ändrades. Några degraderades till länsvägar också.
1992 ändrades numren på de flesta europavägar i Sverige, och då fick motsvarande riksvägar byta nummer, bl.a. 10→9, 12→11, 20→19 och 65→66. Det beror på att en europaväg också är en riksväg med samma nummer, och ingen annan riksväg får ha samma nummer som en europaväg i Sverige. 
Efter 1990 har också vid flera tillfällen riksvägar slagits ihop, till exempel till 26, 27, 45, 50 och 56.
En större omläggning genomfördes den 1 november 2007, då riksväg 23 lades om norr om Åseda till Linköping i stället för Oskarshamn; den gamla sträckningen blev riksväg 37. Samtidigt förlängdes riksväg 47 österut till Oskarshamn och riksväg 34 till Motala över tidigare riksväg 36. Den 1 april 2009 förlängdes också riksväg 40 till Västervik över tidigare riksväg 33.
Den senaste förändringen av riksvägnätet var då E16 förlängdes in i Sverige hösten 2012. Då försvann riksväg 16, riksväg 71 och riksväg 80, medan riksväg 69 och riksväg 15 tillkom.

## Sveriges nuvarande riksvägar
Här visas även Sveriges europavägar, eftersom de också räknas som riksvägar.
| Väg  | Börjar söder                                    | Slutar norr                                                    | Längd                      |
| ---- | ----------------------------------------------- | -------------------------------------------------------------- | -------------------------- |
| E 4  | Helsingborg                                     | Torneå, Finland (Haparanda i Sverige)                          | 1590 km                    |
| E 6  | Trelleborg                                      | Kirkenes, Norge (Strömstad i Sverige)                          | 3120 km, 490 km i Sverige  |
| 9    | Trelleborg                                      | Kristianstad                                                   | 140 km                     |
| E 10 | Luleå                                           | Å, Norge (Riksgränsen i Sverige)                               | 850 km, 470 km i Sverige   |
| 11   | Simrishamn                                      | Malmö                                                          | 88 km                      |
| E 12 | Helsingfors, Finland (Holmsund i Sverige)       | Mo i Rana, Norge (Högstaby i Sverige)                          | 910 km, 460 km i Sverige   |
| 13   | Ystad                                           | Ängelholm                                                      | 131 km                     |
| E 14 | Sundsvall                                       | Trondheim, Norge (Storlien i Sverige)                          | 455 km, 355 km i Sverige   |
| 15   | Karlshamn                                       | Halmstad                                                       | 154 km                     |
| E 16 | Londonderry, Nordirland (Lekvattnet i Sverige)  | Gävle                                                          | 1180 km, 360 km i Sverige  |
| 17   | Landskrona                                      | Fogdarp                                                        | 46 km                      |
| E 18 | Craigavon, Nordirland (Töcksfors i Sverige)     | Sankt Petersburg, Ryssland (Kapellskär i Sverige)              | 1890 km, 512 km i Sverige  |
| 19   | Ystad                                           | Broby                                                          | 90 km                      |
| E 20 | Shannon Airport, Irland (Malmö i Sverige)       | Sankt Petersburg, Ryssland (Stockholm i Sverige)               | 1880 km, 770 km i Sverige  |
| 21   | Åstorp                                          | Kristianstad                                                   | 100 km                     |
| E 22 | Holyhead, Storbritannien (Trelleborg i Sverige) | Isjim, Ryssland (Norrköping i Sverige)                         | 5320 km, 560 km i Sverige  |
| 23   | (Malmö) Rolsberga                               | Linköping                                                      | 375 km                     |
| 24   | Hässleholm                                      | Mellbystrand                                                   | 73 km                      |
| 25   | Halmstad                                        | Kalmar                                                         | 232 km                     |
| 26   | Halmstad                                        | Mora                                                           | 560 km                     |
| 27   | Karlskrona                                      | Göteborg                                                       | 338 km                     |
| 28   | Karlskrona                                      | Vägershult                                                     | 93 km                      |
| 29   | Karlshamn                                       | Tingsryd                                                       | 35 km                      |
| 30   | Växjö                                           | Jönköping                                                      | 198 km                     |
| 31   | (Kalmar)Nybro                                   | Jönköping                                                      | 174 km                     |
| 32   | Ekenässjön                                      | Motala                                                         | 124 km                     |
| 34   | Ålem                                            | Motala                                                         | 231 km                     |
| 35   | Gamleby                                         | Linköping                                                      | 75 km                      |
| 37   | Växjö                                           | Oskarshamn                                                     | 127 km                     |
| 40   | Göteborg                                        | Västervik                                                      | 311 km                     |
| 41   | Varberg                                         | Borås                                                          | 83 km                      |
| 42   | Borås                                           | Trollhättan                                                    | 86 km                      |
| 44   | Uddevalla                                       | Götene                                                         | 110 km                     |
| E 45 | Gela, Italien (Göteborg i Sverige)              | Alta, Norge (Karesuando i Sverige)                             | 5190 km, 1680 km i Sverige |
| 46   | Ulricehamn                                      | Skövde                                                         | 64 km                      |
| 47   | Oskarshamn                                      | Trollhättan                                                    | ca 310 km                  |
| 49   | Skara                                           | Askersund                                                      | 114 km                     |
| 50   | (Jönköping) Mjölby                              | Söderhamn                                                      | 468 km                     |
| 51   | Örebro                                          | Norrköping                                                     | 110 km                     |
| 52   | Örebro                                          | Nyköping                                                       | 130 km                     |
| 53   | Oxelösund                                       | Eskilstuna                                                     | ca 100 km                  |
| 55   | Norrköping                                      | Uppsala                                                        | 201 km                     |
| 56   | Norrköping                                      | Gävle                                                          | ca 290 km                  |
| 57   | Södertälje                                      | Katrineholm                                                    | 110 km                     |
| 61   | Karlstad                                        | Norska gränsen (Eda)                                           | 109 km                     |
| 62   | Karlstad                                        | Norska gränsen (Långflon)                                      | 222 km                     |
| 63   | Karlstad                                        | Kopparberg                                                     | 127 km                     |
| E 65 | Chania, Grekland (Ystad i Sverige)              | Malmö                                                          | 3950 km, 58 km i Sverige   |
| 66   | Västerås                                        | Norska gränsen (Sälenfjällen)                                  | ca 340 km                  |
| 68   | Örebro                                          | Gävle                                                          | 230 km                     |
| 69   | Fagersta                                        | Rättvik                                                        | 138 km                     |
| 70   | Enköping                                        | Norska gränsen (Flötningen)                                    | 419 km                     |
| 72   | Sala                                            | Uppsala                                                        | 63 km                      |
| 73   | Nynäshamn                                       | Stockholm                                                      | 51 km                      |
| 75   | Stockholm                                       | Nacka                                                          | 9 km                       |
| 76   | Norrtälje                                       | Gävle                                                          | 156 km                     |
| 77   | Knivsta                                         | Rösa                                                           | 45 km                      |
| 83   | Tönnebro                                        | Ånge                                                           | 216 km                     |
| 84   | Hudiksvall                                      | Norska gränsen (Fjällnäs)                                      | 320 km                     |
| 86   | Sundsvall                                       | Bispgården                                                     | 78 km                      |
| 87   | Sollefteå                                       | Östersund                                                      | 151 km                     |
| 90   | Utansjö                                         | Meselefors                                                     | 229 km                     |
| 92   | Umeå                                            | Dorotea, även kallad Konstvägen sju älvar                      | 211 km                     |
| 94   | Luleå                                           | Arvidsjaur                                                     | 135 km                     |
| 95   | Skellefteå                                      | Norska gränsen (Merkenisvuopmekietje), även kallad Silvervägen | 350 km                     |
| 97   | Luleå                                           | Jokkmokk                                                       | 168 km                     |
| 98   | Överkalix                                       | Övertorneå                                                     | 50 km                      |
| 99   | Haparanda                                       | Karesuando                                                     | 361 km                     |

## Riksvägar som bytt nummer genom åren
- Riksväg 10 - Trelleborg - Brösarp, numera riksväg 9
- Riksväg 11 - Malmö - Skurup - Ystad, numera E65 (11 har återuppstått på en annan sträckning)
- Riksväg 12 - Malmö - Simrishamn, numera riksväg 11
- Riksväg 14 - Ystad - Osby, en period riksväg 20, numera riksväg 19
- Riksväg 15 - Malmö - Norrköping, en period E66, numera E22 (15 har återuppstått på en annan sträckning.)
- Riksväg 16 - Dalby - Flädie, numera Länsväg 102 mellan Dalby - Lund och E6.02 mellan Lund - Flädie.
- Riksväg 20 - Ystad - Osby, numera riksväg 19
- Riksväg 22 - Helsingborg - Höganäs, numera länsväg 111
- Riksväg 23 - Växjö - Oskarshamn, numera riksväg 37
- Riksväg 33 - Jönköping - Västervik, numera riksväg 40
- Riksväg 36 - Linköping - Motala, numera riksväg 34
- Riksväg 45 - Göteborg - Karesuando, numera E45
- Riksväg 48 - Slättäng - Mariestad, numera riksväg 26
- Riksväg 58 - Västerås - Eskilstuna, numera riksväg 56
- Riksväg 58 - Flen - Bettna, numera länsväg 221
- Riksväg 58 - Bettna - Nyköping, numera Riksväg 52
- Riksväg 60 - Örebro - Falun, numera riksväg 50
- Riksväg 64 - Hasslerör - Mora, numera riksväg 26
- Riksväg 65 - Västerås - Ludvika, numera riksväg 66
- Riksväg 67 - Västerås -  Gävle, numera riksväg 56
- Riksväg 71 - Borlänge - Norska gränsen (Sälenfjällen), numera dels E16 och dels riksväg 66
- Riksväg 74 - Stockholm - Ålstäket, numera länsväg 222
- Riksväg 78 - Uppsala - Östhammar, numera länsväg 288
- Riksväg 79 - Uppsala - Östhammar, en period riksväg 78, numera länsväg 288
- Riksväg 80 - Rättvik - Falun - Gävle, numera E16, numera riksväg 69
- Riksväg 81 - Mora - Östersund, en period riksväg 45, numera E45
- Riksväg 82 - Söderhamn - Voxna, numera riksväg 50 och länsväg 301
- Riksväg 88 - Östersund - Karesuando, en period riksväg 45, numera E45
- Riksväg 91 - Örnsköldsvik - Åsele, numera länsväg 348
- Riksväg 93 - Umeå - Storuman, numera E12
- Riksväg 94 - Skellefteå - Malå, numera länsväg 370 (94:an har återuppstått på en annan sträckning)
- Riksväg 96 - Piteå - Älvsbyn, numera länsväg 374
- Riksväg 98 - Luleå - Kiruna, numera E10 (98:an har återuppstått på en annan sträckning)

## De klassiska riksvägarna
| 1 |

| 2 |

| 3 |

| 4 |

| 5 |

| 6 |

| 7 |

| 8 |

| 9 |

| 10 |

| 11 |

| 12 |

| 13 |

| 14 |